# Lekbibaj
Lekbibaj is een plaats en voormalige gemeente in de stad (bashkia) Tropojë in de prefectuur Kukës in Albanië. Sinds de gemeentelijke herindeling van 2015 doet Lekbibaj dienst als deelgemeente en is het een bestuurseenheid zonder verdere bestuurlijke bevoegdheden. De plaats telde bij de census van 2011 1207 inwoners.

## Bevolking
In de volkstelling van 2011 telde de (voormalige) gemeente Lekbibaj 1.207 inwoners, een daling ten opzichte van 2.701 inwoners op 1 april 2001.
In de volkstelling van 2011 identificeerde 15,91% van de bevolking zich niet met een van de vier belangrijkste denominaties van Albanië. De religieuze bevolking van Lekbibaj was uitsluitend katholiek (1.015 personen, oftewel 84,09%).